# Ричард Бътлър
Ричард Гирнт Бътлър (на английски: Richard Girnt Butler) е американски аерокосмичен инженер и деец за превъзходство на белите в САЩ. Членува в движението „Християнска идентичност“, а след това основава неонацистката организация Арийски нации.

## Биография
Бътлър е роден на 23 февруари 1918 г. в Денвър, Колорадо. Баща му е от английски произход, докато майка му е от смесен английски и германски произход. Израства в Лос Анджелис, Калифорния. След като завършва гимназия, през 1938 г. записва специалност „аеронавигационна техника“ в Лос Анджелис Сити Колидж.
Бътлър става член на организацията Сребърни ризи (американска фашистка организация по модела на нацистката Щурмабтайлунг), която е активна до нападението на Япония над Пърл Харбър.
Докато е член на презвитерианска църква, през 1941 г. се ожени за Бети Лич, от която има две дъщери. Лич умира на 1 декември 1995 г. след 54 години брак. След Пърл Харбър, Бътлър се записва във военновъздушния корпус на армията, където служи на щат за времето на Втората световна война.
През 1946 г. Бътлър организира и управлява машинен завод за производство и прецизна обработка на автомобилни части и двигателни сглобки за търговски и военни самолети в САЩ, Африка и Индия. Бътлър е маркетинг анализатор за нови изобретения от 1964 до 1973 г. По-късно Бътлър става старши инженер по производство на Lockheed Martin в Палмдейл, Калифорния.
В началото на 1970-те се премества със семейството си от Палмдейл (Калифорния) в Северен Айдахо, където основава Арийските нации (известни също като Църквата на Исус Христос – християнин), чиято идеология е смесица от християнска идентичност и националсоциализъм. Бътлър организира ежегодни събирания на бели националисти в своето селище в Айдахо, наричан „Световен конгрес на арийските нации“.
През 2000 г. Виктория и Джейсън Кийън (майка и син от индиански произход), тормозени чрез стрелба от членовете на Арийските нации, успешно съдят Бътлър. Бътлър и членовете на Арийските нации са осъдени на 6,3 милиона долара, с което се принуждава да продаде селището на Арийските нации.
Бътлър умира в дома си на 8 септември 2004 г. Говорител на Арийските нации заявява, че е починал в съня си от застойна сърдечна недостатъчност.